# Далар
Далар (арм. Դալար) — село в Араратской области Армении. Основано в 1831 году.

## География
Село расположено в западной части марза, при автодороге , на расстоянии приблизительно 1 километра (по прямой) к северо-западу от города Арташат, административного центра области. Абсолютная высота — 835 метров над уровнем моря.
Климат
Климат характеризуется как семиаридный (BSk в классификации климатов Кёппена). Среднегодовая температура воздуха составляет 12,6 °C. Средняя температура самого холодного месяца (января) составляет −2,7 °С, самого жаркого месяца (июля) — 26,4 °С. Расчётная многолетняя норма атмосферных осадков — 273 мм. Наибольшее количество осадков выпадает в мае (46 мм).

## Население
| Год переписи | Население          | Население          | Население          | Население            | Население            | Население            |
| Год переписи | Наличное население | Наличное население | Наличное население | Постоянное население | Постоянное население | Постоянное население |
| Год переписи | Всего              | Мужчины            | Женщины            | Всего                | Мужчины              | Женщины              |
| ------------ | ------------------ | ------------------ | ------------------ | -------------------- | -------------------- | -------------------- |
| 2001         | 2522               | 1191               | 1331               | 2844                 | 1378                 | 1466                 |
| 2011         | 2425               | 1159               | 1266               | 2594                 | 1283                 | 1311                 |